# Ударный (Мордовия)
Ударный — посёлок в Зубово-Полянском районе Мордовии России. Входит в состав Леплейского сельского поселения.

## История
Основан в 1929 году переселенцами из сел Подлясово, Шалы, Кишалы и Журавкино.

## Население
| 2002 | 2010  |
| ---- | ----- |
| 3664 | ↘2831 |

Национальный состав
Согласно результатам Всероссийской переписи населения 2002 года, в национальной структуре населения русские составляли 69 %.